# Championnat des Fidji de football 2001
Navigation
Saison précédente Saison suivante
La saison 2001 du Championnat des Fidji de football est la vingt-cinquième édition du championnat de première division aux Fidji. Les dix meilleures équipes du pays, plus l'équipe des Fidji olympique sont regroupées au sein d'une poule unique, où elles s'affrontent deux fois, à domicile et à l'extérieur. À la fin du championnat, le dernier du classement affronte le champion de deuxième division en barrage de promotion-relégation.
C'est l'équipe de Ba FC qui remporte la compétition après avoir terminé -invaincu- en tête du classement final, avec sept points d'avance sur l'équipe olympique et dix-huit sur Suva FC. Ba FC est donc sacré pour la neuvième fois de son histoire.

## Les clubs participants
| - Ba FC - Lautoka FC - Navua FC - Rewa FC - Suva FC - Fidji olympiques | - Labasa FC - Nadi FC - Nadroga FC - Tavua FC - Nasinu FC |

## Compétition
Le barème utilisé pour établir les différents classements est le suivant :
- Victoire : 3 points
- Match nul : 1 point
- Défaite : 0 point

### Classement
| Rang | Équipe           | Pts | J  | G  | N | P  | Bp | Bc | Diff |
| ---- | ---------------- | --- | -- | -- | - | -- | -- | -- | ---- |
| 1    | Ba FC            | 50  | 20 | 15 | 5 | 0  | 54 | 10 | +44  |
| 2    | Fidji olympiques | 43  | 20 | 13 | 4 | 3  | 45 | 16 | +29  |
| 3    | Suva FC          | 32  | 20 | 9  | 5 | 6  | 29 | 25 | +4   |
| 4    | Rewa FC          | 30  | 20 | 9  | 3 | 8  | 42 | 34 | +8   |
| 5    | Labasa FC        | 30  | 20 | 9  | 3 | 8  | 39 | 33 | +6   |
| 6    | Nadroga FCC      | 28  | 20 | 7  | 7 | 6  | 32 | 30 | +2   |
| 7    | Nadi FCT         | 23  | 20 | 6  | 5 | 9  | 27 | 32 | -5   |
| 8    | Nasinu FC        | 23  | 20 | 7  | 2 | 11 | 23 | 41 | -18  |
| 9    | Navua FC         | 19  | 20 | 5  | 4 | 11 | 18 | 29 | -11  |
| 10   | Tavua FC         | 17  | 20 | 4  | 5 | 11 | 20 | 50 | -30  |
| 11   | Lautoka FC       | 13  | 20 | 4  | 1 | 15 | 14 | 43 | -29  |

|  | Champion des Fidji 2001                               |
|  | T: Tenant du titre C: Vainqueur de la Coupe des Fidji |

#### Barrage de promotion-relégation
| Équipe 1         | Résultat | Équipe 2   | Aller | Retour |
| ---------------- | -------- | ---------- | ----- | ------ |
| Rakiraki FC (D2) | 2 - 3    | Lautoka FC | 1 - 0 | 1 - 3  |

## Bilan de la saison
| Championnat des Fidji de football 2001                             |                  |
| Champion                                                           | Ba FC (9e titre) |
| Coupes et trophées                                                 |                  |
| Vainqueur de la Coupe des Fidji 2001                               | Nadroga FC       |
| Promotions et relégations                                          |                  |
| Promus en Championnat des Fidji de football                        | Aucun            |
| Relégués en Championnat des Fidji de football de deuxième division | Aucun            |